# Sabinus (poet)
Sabinus, död år 14 eller 15, var en romersk poet som var samtida med Ovidius. Sabinus skrev många nu förlorade poetiska brev, avsedda att utgöra svar på Ovidius Heroides, som är en samling av 21 fingerade brev på vers. Sabinus skrev t.ex. svarsbrev från Ulixes till Penelope. (Dessa svar ska ej förväxlas med de bevarade så kallade dubbelbreven.)